# Клокот (Витина)
Клокот (алб. Kllokoti или Kllokot) је насељено место у општини Витина, које се налази на југоистоку Косова и Метохије и припада Косовскопоморавском управном округу. Према попису из 2024. било је 1.459 становника.
Након завршетка рата на Косову и Метохији, УНМИК је образовао општину Клокот у коју су сврстана насеља издвојена из општине Витина у којима Срби чине већину становништва. У Клокоту се налази црква Свете Петке.

## Историја
Поред села се почетком 20. века налазио извор киселе воде, добре за пиће.

## Порекло становништва по родовима
Подаци из 1929. године:
Српски родови:
- Караџићи (3 куће, слава Св. Никола); старином су као и њихов род Караџинци у Партешу. Ови су први побили колац у селу, досељени око 1780. године.
- Торлићи (7 куће, Св. Никола); досељени око 1780. године из Малесије заједно са Арбанасима села Љубишта и Доње Слатине као један род и настанили се у Доњој Слатини. Ту се после деобе преселе у Клокот. Кажу да су досељени као православни Срби.
- Стамболићи (2 куће, Св. Никола); сродили су се са Торлићима па их и урачунавају у њихов род. Старином су из Горње Слатине. Презиме добили што су по ферману из Стамбола владали у Слатини.
- Здравковићи (3 куће, Св. Никола). Пресељени из Цернице код Гњилана око 1835. године.
- Могиљанци (1 кућа, Св. Вартоломеј). Пресељени око 1835. године из Могиле као слуге. Потичу од рода Терзића у Могили.
- Лискановићи (2 куће, Св. Богородица); исељени око 1830. године из Дебелде. Живели су у Подгорцу и у Врбовцу, а у Клокот прешли на чифлук око 1840. године.
- Сиринићани (4 куће, Св. Ђорђе Алимпије). Старином из Севца у Сиринићкој Жупи, одакле су око 1840. године, бавећи се са овцама на паши у Горњој Морави, купили имање у Клокоту и настанили се.
- Цацини (1 кућа, Св. Врачи). Пресељени око 1840. године из Липовице код Гњилана бежећи испред Арбанаса.
- Бургијини (6 куће, Св. Јован). Око 1830. године исељени из Дебелдеја испред Арбанаса инастанили се у Подгорцу. И одатле су побегли из истог разлога и потом су живели у Пожарању и Чифлаку. У Клокоту су се настанили око 1850. године на купљеном имању.
- Грнчарци (4 куће, Св. Никола). Пресељени из Грнчара око 1860. године. Пре тога су живели у Врбовцу, али још раније су живели у Пожарању, где су им муслимани заузели имање. Старином су од Дебра у Македонији.
- Ценић (1 кућа, Св. Никола). Пресељени око 1870. године из Горње Слатине као слуге.
- Чифлачани (4 куће, Св. Арханђео). Пресељени из Чифлака око 1870. године на купљено имање.
- Чичанци (3 куће, Св. Ђорђе Алимпије). Старином су из Смире, као и њихови сродници у Трпезе, одакле су исељени због арбанашког зулума. Из Трпезе пресељени око 1885. године. Чичанцима их прозвали Арбанаси (чичан арбанашки: кукавац) зато што су се према Арбанасима, њиховим силеџијама, држали кукавички. Старо презиме им је Русић.
- Терзић (1 кућа, Св. Игњат). Старином из Горње Славковце, живели су као велики богаташи у Трпезу, где су им муслимани притиснули имање, потом били слуге у Чифлаку, а у Клокот насељени опет као слуге око 1895. године.
- Живкини (2 куће, Св. Никола). Старином из околине Косовске Каменице. Из Трпеза пресељени око 1900. године.
- Кисини (3 куће, Св. Никола). Пресељени као слуге из Пожарања око 1905. године.

Родови православних Рома:
- Сви су по даљој старини из околних места, осим једне породице која је досељена из Куманова. Укупно их је било 15 кућа.

## Становништво
| Демографија | Демографија | Демографија |
| Година      | Становника  | Становника  |
| ----------- | ----------- | ----------- |